# Liga Comunista
Liga Comunista foi um agrupamento da Oposição de Esquerda no Brasil, formado em 1931, com atuação no interior do Partido Comunista Brasileiro (PCB) e que deu origem, em 1934, à Liga Comunista Internacionalista brasileira, organização formada por Mario Pedrosa, Lívio Xavier, Fúlvio Abramo, Aristides Lobo, Benjamin Péret, Rodolfo Coutinho, Wenceslau Escobar Azambuja, entre outros militantes do PCB e sindicalistas como Joaquim Barbosa (secretário do PCB para assuntos sindicais), João Costa Pimenta (veterano sindicalista, avô de Rui Costa Pimenta, que futuramente seria dirigente do Partido da Causa Operária, Leonel Pessoa (ex-cadete, expulso do Exército por participar da Revolta da Vacina em 1904, que na época trabalhava como operário gráfico), João Dalla Dea (operário gráfico).

## Pequena história
Como descreve Mario Pedrosa, militante do Partido Comunista, quando viajava para fazer um curso de capacitação política  na URSS em 1929, entrou em contato, na Alemanha, com as críticas de Leon Trotski à política implementada pela Internacional Comunista. Posteriormente,  através de intensa correspondência com Lívio Xavier, informou aos militantes brasileiros as divergências existentes. Mário retorna ao Brasil em julho de 1929 e organiza   primeiramente o Grupo Comunista Lenin (GCL) . Em janeiro de 1931, os integrantes do GCL fundam  a Liga Comunista (LC), seção brasileira da Oposição de Esquerda Internacional . Alguns anos depois, no Primeiro de Maio de 1934, durante o comício do dia do trabalho, realizado na cidade de São Paulo, anunciam então sua transformação em Liga Comunista Internacionalista (LCI), rompendo definitivamente com o PCB, e passando a trabalhar pela formação da IV Internacional no Brasil.